# اليكس سكوت صاموئيل
اليكس سكوت صاموئيل طبيب وسياسي ومحاضر بريطاني متقاعد في الصحة العامة بجامعة ليفربول، حيث كان مديراً لإتحاد تقييم الأثر الصحي الدولي، وهو رئيس حزب العمال لدائرة ويفتري، وله مقعد في مجلس حزب العمال الإقليمي في الشمال الغربي،  وهو رئيس جمعية الصحة الاشتراكية. نشط ضد سياسة الحكومة في تقليص أو خصخصة الخدمات الصحية. تعرض رغم يهوديته إلى اتهامات باللاسامية داخل الحزب بسبب دفاعه عن رئيس الحزب جيرمي كوربين.

## سيرته المهنية والسياسية

### تحصيله العلمي
تخرج من كلية الطب في جامعة ليفربول عام 1971 ونال شهادة ماجستير في الصحة العامة عام 1976.

### الرعاية الصحية
عمل في الأعوام 1978 إلى 1994 مستشارا لشؤون الصحة العامة لدائرة ليفربول الصحية، وشعل من 1994 وحتى تقاعده عام 2015 مقعد أستاذ للصحة العامة في جامعة ليفربول. نشر سكوت صموئيل موضوعات تتعلق بتقييم الأثر الصحي وعدم المساواة الصحية، وعدم المساواة بين الجنسين وسياسة الصحة. في عام 1979 أسس سياسة مجلة عن شؤون الصحة، سميت فيما بعد كريتيكال ببلك هيلث (بالإنجليزية: Critical Public Health)‏. ثم أسس مجموعة «سياسة المملكة المتحدة للصحة». في عام 2014 كان واحد من مؤلفي ورقة نشرت في المجلة الدولية للخدمات الصحية [الإنجليزية] ادعت أن سياسات حكومة مارغريت تاتشر أدت إلى «الموت المبكر غير الضروري وغير العادل للكثير من المواطنين البريطانيين، إلى جانب تنامي مستمر في أعباء المعاناة وفقدان الرفاه». في عام 2015، وصف سيمون ستيفنز، رئيس الخدمات الصحية الوطنية [الإنجليزية] (NHS) التنفيذي بأنه «المهلل الرئيس لخصخصتها». أيد حملة الحفاظ على استقلال مستشفى ليفربول النسائي، قائلاً أن اقتراح نقله كان جزءاً من خطط الحكومة لخفض الخدمات وخصخصتها في نهاية المطاف.
في عام 2017، ترشح لانتخاب السلطة التنفيذية في مومينتام، وقال إنه كان «مستشارًا لوزير صحة الظل في حزب العمال». في مؤتمر حزب العمل لعام 2017، اقترح قرارًا بشأن السياسة الصحية نيابة عن الجمعية يدعو إلى إعادة الـNHS وفقًا «لقانون إعادة NHS رقم 17 للعام 2016» قُبل بالإجماع.

### الاتهامات باللاسامية
تبعا لجريدة الواشنطن بوست يعد سكوت مؤيدا متحمساً لرئيس حزب العمال، اليساري جيرمي كوربين الذي واجه هجمات من أنصار إسرائيل وخصومه في الحزب بتهمة اللاسامية بسبب مواقف مؤيدة للفلسطينيين. كان سكوت داخل حزب العمال خصما لـ«لوسيانا برغر»، وهي من أصول يهودية وترأست مجموعة «أصدقاء إسرائيل العمّاليين» في الأعوام 2007 إلى 2010 واستقالت من حزب العمال في فبراير 2019 بدعوى اللاسامية داخل الحزب. طالت الدعوى سكوت الذي كان من ألد خصومها واتهم بالتنمر اللاسامي والذكوري تجاهها، وأشير إلى ظهوره في أكثر من لقاء تلفزيوني مع منكر الهولوكوست ديفيد آيك ونسبت إليه أقوال تشير إلى دور عائلة روتشيلد السياسي في إنكلترة والولايات المتحدة. كذلك ضمته مجلة «ذي إيكونوميست» إلى لائحة اللاساميين والمعتقدين بنظريات المؤامرة، ووصفته جريدة التايمز بمنظّر المؤامرة الكهل ذي العيون الهستيرية. في فبراير من نفس العام أنهت جامعة ليفربول منصبه الفخري الذي كان يشغله منذ تقاعده في العام 2015 وأزالت صفحته من موقعها على الشبكة. من جانب آخر استهجنت أوساط يسارية هذا الهجوم على سكوت ونددت ما سمته بـ«ملاحقة الساحرات» اللاسامية داخل حزب العمال التي اعتبرتها تحصل بدوافع سياسية بناء على مواقف تتعلق بالشرق الأوسط وبصراع الأجنحة اليسارية واليمينية داخل الحزب.

### كتاباته
1) تقييم الأثر الصحي - النظرية إلى التطبيق، مجلة علم الأوبئة وصحة المجتمع عام 1998
2) إرشادات ميرسيسايد لتقييم الأثر الصحي، IMPACT, 2001 ISBN 1 874038 56 2
3) نَحو سياسة صحية، مع كلير بامبرا ودي فوكس، في تعزيز الصحة الدولية عام 2005
4)
الانتحار المرتبط بالركود الاقتصادي في 2008-2010 في إنجلترا: تحليل الاتجاه الزمني، مع بن بار وديفيد تايلور روبنسون ومارتن ماكي وديفيد ستاكلر، المجلة الطبية البريطانية، عام 2012
5) تقييم الأثر الصحي والبيئي: نهج متكامل، المجلة الطبية البريطانية، عام 2013
6) ميزانيات الصحة الشخصية في إنجلترا: موسيقى مزاجية أو موت الموت لخدمة الصحة الوطنية؟، المجلة الدولية للخدمات الصحية، عام 2015 
7) بعد صيف من الأزمات والفرص، هل يمكن الحفاظ على سياسات NHS التقدمية من NHS ؟ الديمقراطية المفتوحة عام 2016.
8) نعي بيتر درابر «صحيفة جارديان»، 2016.
9) أصبحت NHS ببساطة شعاراً لنظام مخصخص جزئيًا - وجذور التغيير تعود إلى دافوس، قائمة العمل، 3 يونيو 2017.

## روابط خارجية
- موقع ألكس سكوت صاموئيل الشخصي